# شرق لندن
شرق لندن هو الجزء الشمالي الشرقي من لندن، إنجلترا، شرق مدينة لندن القديمة وشمال نهر التايمز حيث يبدأ في الاتساع.